# Nigrotipula nigra ligulifera
Nigrotipula nigra ligulifera is een tweevleugelige uit de familie van de langpootmuggen (Tipulidae). De ondersoort komt voor in het Palearctisch gebied.